# Геворкян, Лаура Ашотовна
Лау́ра Ашо́товна Геворкя́н (арм. Լաուրա Աշոտի Գևորգյան; род. 28 января 1939, Ереван, Армянская ССР, СССР) — советская и армянская актриса театра и кино. Заслуженная артистка Армянской ССР (1979).

## Биография
Лаура Геворкян родилась 28 января 1939 года в Ереване.
В 1962 году окончила актёрское отделение Ереванского художественно-театрального института (курс Армена Гулакяна). Работала в Армянском академическом драматическом театре имени Габриэла Сундукяна в Ереване.
Дебютировала в кино в 1968 году в советском приключенческом художественном фильме «Новые приключения неуловимых». Снималась в основном в фильмах своего супруга — кинорежиссёра Эдмонда Кеосаяна. Мать кинематографистов Давида Кеосаяна и Тиграна Кеосаяна.

## Семья
Супруг — Эдмонд Кеосаян (1936—1994). Сыновья — Давид Кеосаян (1961—2022), Тигран Кеосаян (р. 1966). Внучка — актриса Лаура Кеосаян.

## Избранная фильмография

### Актриса
- 1968 — Новые приключения неуловимых — жена полковника Кудасова
- 1970 — Корона Российской империи, или Снова неуловимые — сестра милосердия госпиталя «Кающаяся Магдалена»
- 1972 — Мужчины — жена Казаряна
- 1974 — Ксения, любимая жена Фёдора
- 1974 — Ущелье покинутых сказок — Арпен
- 1974 — Человек из «Олимпа» — эпизод
- 1975 — Когда наступает сентябрь — Нунэ Кондрикова, дочь Левона Погосяна
- 1977 — Поклонись наступившему дню
- 1978 — Звезда надежды — Сатеник
- 1979 — Забудьте слово «смерть» — эпизод
- 1980 — Легенда о скоморохе — Назан
- 1982 — Где-то плачет иволга… — Анн
- 1984 — Мы ещё встретимся — эпизод
- 1985 — Всадник, которого ждут — эпизод
- 1988 — Трое из нас (киноальманах, новелла «Иллюзия»)
- 1988 — Вознесение — Такуи Паруйровна

## Награды
- 1979 — Заслуженная артистка Армянской ССР